# Адальбольд II
Адальбо́льд II Утрехтский (лат. Adalbodlus Ultraiectensis), тажже Адельбольд (лат. Adelboldus); (род. ок. 970 — умер 27 ноября 1026) — епископ Утрехта (1010–1026), автор трудов по истории, математике, теории музыки. 

## Очерк биографии
Сын Дитриха, епископа Меца (965) и, вероятно, принадлежал к роду Эццонидов. Учился в том числе у Ноткера, епископа Льежа (в 972–1008). Каноник в Лаубахе (Гессен), где также преподавал. Будущий император Генрих II привлёк Адальбольда к своему двору и поставил епископом Утрехта в 1010 году. Адальбольд способствовал расширению территориальных владений епархии: в 1024 году он приобрел графство Дренте, а двумя годами позже - графство Тейстербант (ныне в Нидерландах). В круг общения Адальбольда входили Берно из Райхенау и Херигер Лоббский. 
Адальбольду пришлось защищать своё епископство не только от набегов норманнов, но и от нападений соседних лотарингских правителей. Он не смог отстоять владение в области Мерведе от притязаний графа Дитриха III Голландского. Последний построил крепость во Влардингене, которую использовал для взимания таможенных пошлин без разрешения императора; купцы из Тиля также жаловались императору на людей Дитриха, жестоко нападавших на них. Император решил положить конец правлению Дитриха и передал эти земли утрехтскому епископу, т.е. Адальбольду . Против новой крепости выступила большая императорская армия. Однако в битве при Влардингене, которая состоялась 29 июля 1018 года, Дитрих III одержал чрезвычайно важную победу, в результате которой не только сохранил свои владения, но и получил разрешение на сбор таможенных пошлин.
В пределах своей епархии Адальбольд способствовал строительству церквей и монастырей; его главным достижением стало завершение строительства собора Святого Мартина в Утрехте. Он также перестроил монастырь в Тиле и завершил строительство монастыря Хоорст (Hohorst) близ Лёсдена, начатое его предшественником Ансфридом. Здесь он назначил аббатом Поппона из Ставло и таким образом ввёл в своей епархии строгую клюнийскую реформу.

## Труды
В 1014–1024 гг. Адальбольд написал небольшое «Житие императора Генриха II (доведено до 1004 года)» и комментарий к стихам в главе III.9 из «Утешения Философией» Боэция. Он также сочинил учёное письмо об абаке, обращённое к папе Сильвестру II («Alboldi ad Gerbertum scholasticum de astronomia, seu abaco»). 
Адальбольду принадлежит небольшой музыкально-теоретический трактат «Epistola cum tractatu de musica instrumentali humanaque ac mundana» («Послание и Трактат об инструментальной, человеческой и мировой музыке»), представляющий собой развитие троичной классификации музыки Боэция, имя которого странным образом ни разу прямо не называется. Для третьего рода музыки Боэция Адальбольд впервые употребил термин musica instrumentalis, который начиная с XIII века стал общепринятым. Кроме того, Адальбольд многократно ссылается на неких «философов» (philosophi). Из контекста ясно, что речь о пифагорейцах, из которых прямо упоминается только Платон (с большой вероятностью, имеется в виду его знаменитый диалог «Тимей»).
Наряду с главными (principales) консонансами — октавой, квинтой и квартой — Адальбольд выделяет вторичные (secundariae) консонансы (такой категории у Боэция нет): это целый тон, полутон, дитон и полудитон; последний термин (semiditonus) — наряду с Гвидо Аретинским — здесь регистрируется впервые. В отличие от первичных консонансов вторичные берутся не одновременно, а последовательно, т.е. речь идет о благозвучных мелодических интервалах. 
В XVIII—XIX веках Адальбольду также приписывался текст (без заглавия, с инципитом «Quemadmodum indubitanter musicae consonantiae iudicari possint»), опубликованный в знаменитой антологии «Scriptores» М. Герберта в 1784 г.. В действительности этот текст состоит из двух цитат из трактата «Основы музыки» Боэция (Mus. 4.18 и Mus. 4.6-11), т.е. Адальбольду не принадлежит.